# Бикметово (Туймазинский район)
Бикме́тово (баш. Бикмәт) — село в Туймазинском районе Республики Башкортостан Российской Федерации. Входит в состав Татар-Улкановского сельсовета. Проживают башкиры.

## География

### Географическое положение
Расстояние до:
- районного центра (Туймазы): 23 км,
- центра сельсовета (Татар-Улканово): 11 км,
- ближайшей ж/д станции (Туймазы): 23 км.

## История
Основано как поселение ясашных татар, позднее (после подавления Пугачевского бунта) переведенных в сословие тептярей. Время их заселения определено договором о припуске от 15 декабря 1760 года.
В соответствии с проведенными в государстве административными и сословными реформами в 1795 году здесь проживали уже в 6 дворах 93 башкирцев, в 2 дворах 13 тептярей, в 1 дворе 3 татарина.
В 1834 году башкирцев было 239 (15 дворов), тептярей — 20 человек. В 1859 году все жители поселения указаны припущенниками — 509 человек (63 двора), но без определения их сословного происхождения. 602 башкирцев и 38 татар при 109 домах было в 1870 г.
В 1843 году на 229 башкирцев было засеяно 344 пуда озимого и 1192 пуда ярового хлеба, посажено 8 пудов картофеля.
До 2006 года село имело тип поселения — разъезд.

## Население
| 2002 | 2009 | 2010 |
| ---- | ---- | ---- |
| 107  | ↗119 | ↘109 |

Национальный состав
Согласно переписи 2002 года, преобладающая национальность — башкиры (69 %).

## Известные уроженцы
- Мирзагитов, Асхат Масгутович (13 октября 1904 — 24 ноября 1989) — башкирский драматург, актёр, переводчик, председатель правления Союза писателей БАССР (1973—1988), Председатель Президиума Верховного Совета Башкирской АССР X и XI созывов (1980—1989)[7][8].
- Сафуанов, Суфиян Гаязович (1931—2009) — писатель, филолог, литературовед, член Союза писателей БАССР (1963), Заслуженный деятель науки Башкирской АССР (1981)[9][10][11].

## Достопримечательности
- Туймазинское водохранилище — расположено в долине реки Нугуш. Построено в 2007 году, является основным источником питьевой воды для Туймазинского района.[12][13][14].